# Baudynamik
Die Baudynamik befasst sich mit der Berechnung und Beurteilung dynamisch belasteter Bauwerke.
Im Gegensatz zur Baustatik wird im Aufgabenbereich der Baudynamik die Dimension der Zeit bzw. der Frequenz berücksichtigt. Dies wird im Bausektor prinzipiell dann erforderlich, wenn zeitlich veränderliche Kräfte auf ein Bauwerk einwirken und das Bauwerk gleichzeitig aufgrund seiner Konstruktion die Möglichkeit bietet, auf diese Einwirkungen zu reagieren (zu schwingen). Die einwirkenden Kräfte können direkt auf ein Bauwerk einwirken (Kraftanregung) oder auch über den Untergrund in ein Bauwerk eingetragen werden (Lastfall der „Fußpunktanregung“).
Die Baudynamik ist Teil der Strukturdynamik, welche im deutschen gern nur als Dynamik bezeichnet wird und sich mit den mechanischen Eigenschaften sich bewegender Bauteile jeglicher Art befasst. Im englischen Sprachraum wird präzise der Begriff Structural dynamics verwendet, auch um zwischen Struktur-, Strömungs- und Elektrodynamik zu unterscheiden. 

## Theorie
Neben der in der Statik üblichen Steifigkeitsmatrix wird in der Dynamik eine Massenmatrix für die Berücksichtigung der Trägheitskräfte benötigt. Weiterhin ist in der Regel die Systemdämpfung zu berücksichtigen. Dies kann auf unterschiedliche Art und Weise erfolgen. Klassisch ist die Berücksichtigung mittels einer Dämpfungsmatrix (viskose Charakteristik, das heißt proportional zur Schwingschnelle). Eine Materialdämpfung (= innere Dämpfung aufgrund kleiner Reibvorgänge) kann in komplexer Form berücksichtigt werden, wobei der „Verlustfaktor“ dem statischen Steifigkeitsmodul des betrachteten Materials zugeschlagen wird (sogenannte hysteretische Dämpfung).
Durch die Massen- und Dämpfungsmatrix wird aus einem (linearen) Gleichungssystem ein (lineares) Differentialgleichungssystem.

## Lösungsstrategien
Folgende Lösungsmöglichkeiten stehen zur Verfügung:
- Lösung im Frequenzbereich (in Abhängigkeit von der Zeit)
- Lösung im Zeitbereich (Zeitschritt-Integration)
- Modalanalyse (Ermittlung Eigenfrequenzen, Eigenformen)

Für die Auswahl des Lösungsweges ist es wichtig, die auftretende Belastung näher zu kennen. Dynamische Lasten lassen sich allgemein gliedern in:
- Harmonische Lasten
- Transiente Lasten (zeitlich veränderlich, z. B. auf- und abklingend)
- Impulsanregung

Weiterhin kann die Periodizität einer Last bei der Problemlösung behilflich sein. Dasselbe gilt für rein zufällig verteilte Lasten (Rauschen).

## Rechnerische Hilfsmittel / Methoden
Weitverbreitet ist die Lösung baudynamischer Probleme mittels Finite-Elemente-Methode / -Berechnung (FEM). Diese Methode stößt jedoch an vielerlei Grenzen:
- Wellenabstrahlung im Halbraum

bedingt entweder sehr große Rechenmodelle, bis die ins Unendliche abgestrahlte Welle abgeklungen ist; ansonsten ergeben sich Reflexionen, die das Ergebnis beeinträchtigen
oder geeignete Elemente, die die Energieabstrahlung ins Unendliche abbilden können.
- Die Kenntnis allein von Eigenfrequenzen kann lediglich kritische Frequenzbereiche offenlegen. Eine komplette Systemberechnung setzt allerdings genaue Kenntnisse über die Dämpfungs-Charakteristiken, Dämpfungsgrößen und die Anregungs-Charakteristik voraus.

- Möglichkeiten zur Parametervariation und Ergebnisaufbereitung sind bislang zumeist stark eingeschränkt.

Für kurzfristige Problemlösungen sind in der Regel sogenannte Ersatzmodelle (simple models) sehr viel geeigneter. Sie erfordern jedoch vom Anwender (= Ersteller einer Modellierung) fundierte baudynamische Kenntnisse.
Zum Einsatz kommen unter anderem
- Mehrkörpersimulationen
- Kontinuierliche Systeme
- Implizierte FE-Ansätze
- Kommerzielle FE-Modelle als Substruktur
- Transformierte Modellierungen für Kontinua (z. B. Boden: Modell für Halbraum, geschichteten Halbraum etc.)
- Semiempirische Modelle; im Allgemeinen über Messdaten anzupassen (siehe unten)

Vorteile dieser Rechenmodelle sind die extrem kurzen Rechenzeiten, die rasche Variantenanalysen ermöglichen und die Ergebnisabhängigkeit von den (unscharfen) Eingangswerten zeigen.

## Aufgabenbereiche in der Praxis
Erschütterungen entstehen durch:
- Erdbeben
- Einwirkung von Wind auf schlanke Strukturen (z. B. Türme, Schornsteine, weitgespannte Brücken)
- vorbeifahrende Züge an Bahnstrecken
- Baubetrieb (z. B. dem Einrüttel von Spundbohlen)
- Industrielle Erschütterungen durch Maschinen (z. B. in der Schwerindustrie)

Spezielle Aufgabengebiete:
- Ausführung extrem immissionsempfindlicher Anlagen (z. B. Rasterelektronenmikroskop)
- Lagerung emittierender Maschinen (Schwingfundament, z. B. Elastische Lagerung von Pressen oder Mühlen)
- Reduzierung von Sekundärluftschall (Schallabstrahlung schwingender Strukturen, z. B. Eisenbahnbrücke)

Erschütterungen lassen sich oft durch den Einsatz von Materialien mit einer hohen inneren Dämpfung reduzieren. Die Dämpfung drückt sich im Verlustfaktor µ des Materials aus.
Baudynamik-Ingenieure nehmen auch Schwingungsmessungen vor, die als Grundlage von Berechnung und Systemverständnis dienen. 